# La Sœur blanche (film, 1915)
 (septembre 2024).
Si vous disposez d'ouvrages ou d'articles de référence ou si vous connaissez des sites web de qualité traitant du thème abordé ici, merci de compléter l'article en donnant les références utiles à sa vérifiabilité et en les liant à la section « Notes et références ».
Pour les articles homonymes, voir La Sœur blanche.
Pour plus de détails, voir Fiche technique et Distribution.
La Sœur blanche (The White Sister) est un film américain muet en noir et blanc réalisé par Fred E. Wright (en), sorti en 1915. Il est considéré comme film perdu.
Trois remakes suivront :
- 1923 : Dans les laves du Vésuve
- 1933 : La Sœur blanche
- 1960 : La Sœur blanche (en) de Tito Davison (en)

## Synopsis
Spoliée de son héritage à la mort de son père, la jeune noble Donna Angela Chiaromonte doit maintenant vivre dans une modeste chaumière. Son fiancé, Giovanni Severi, est soudainement envoyé combattre en Égypte. Peu après, Donna Angela apprend que lui et ses troupes ont été attaqués et tués. Accablée de chagrin, elle entre au couvent pour se faire religieuse. Deux ans plus tard, elle prononce ses vœux et devient "La Sœur Blanche".
Cinq ans plus tard, Giovanni réapparaît. Seul survivant, il avait été blessé, capturé et réduit en esclavage, jusqu'à son évasion. Quand il apprend que sa fiancée a pris le voile, Giovanni fait tout pour la persuader de renoncer à ses vœux, mais elle refuse. Giovanni est bientôt nommé responsable d'une poudrière ; il est blessé dans une explosion et emmené à l'hôpital du couvent. Le médecin lui dit que sa vie peut être sauvée par l'amputation de son bras. Giovanni refuse, préférant la mort. "La Sœur Blanche" le supplie d'accepter mais il ne cède pas. Monseigneur Sarasemesti, qui observe le couple depuis un certain temps, voit l'intensité de leur amour ; il obtient une dispense spéciale de l’Église afin que "La Sœur Blanche" puisse quitter les ordres. Les amoureux sont alors réunis.

## Fiche technique
- Titre : La Sœur blanche
- Titre original : The White Sister
- Réalisation : Fred E. Wright (en)
- Scénario : d'après la pièce et le roman The White Sister de Francis Marion Crawford (1909)
- Photographie : Rudolph J. Bergquist
- Société de production : Essanay Studios
- Société de distribution : V-L-S-E
- Pays de production :  États-Unis
- Langue originale : anglais américain
- Genre : mélodrame
- Format : noir et blanc — 35 mm — 1,33:1 — muet
- Durée : (inconnu - 6 bobines)
- Date de sortie : 15 juin 1915

## Distribution
- Viola Allen : Donna Angela Chiaramonte
- Richard Travers : Giovanni Severi, lieutenant
- Florence Oberle : Princesse Chiaramonte, la tante de Donna Angela
- Thomas Commerford (en) : Monseigneur Saracinesca
- Emelie Melville (en) : la Mère supérieure
- John Thorn : Filmore Durand
- Sidney Ainsworth : le capitaine Ugo Severi
- Ernest Maupain : docteur Pieri
- Camille D'Arcy (en) : Madame Bernard
- John H. Cossar : Minister of War
- Frank Dayton : le colonel Parlo